# Expéditions nordiques de Zhuge Liang

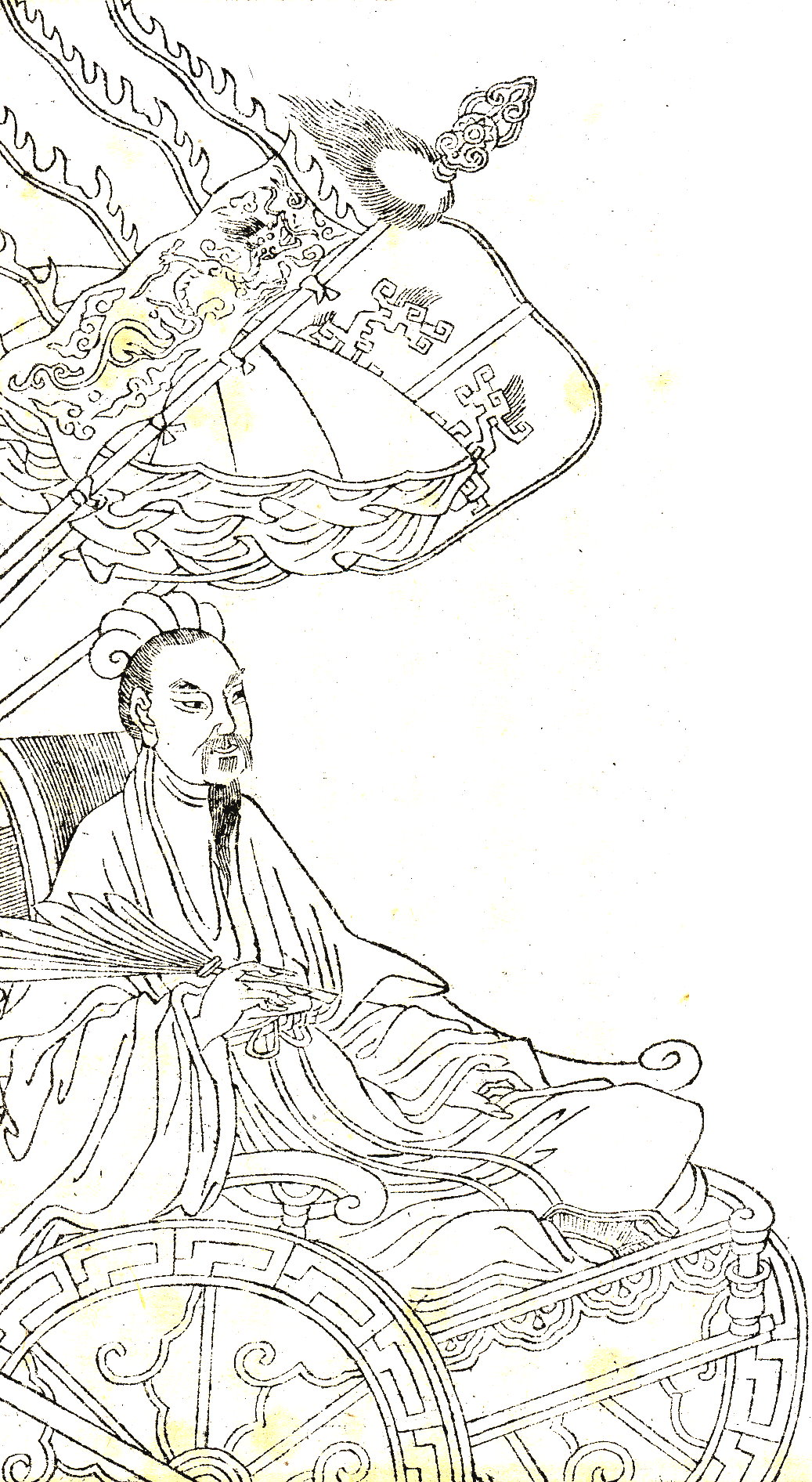
Zhuge Liang

Batailles
Xincheng - Tianshui - Jieting - Chencang - Jianwei - Mont Qi - Wuzhang
 (mai 2025).
Batailles
Yiling/Xiaoting - Campagne contre le Wu - Campagne du Sud - Hefei (231) - Hefei (233) - Expéditions de Zhuge Liang - Hefei (234) - Shiting - Liaodong - Offensive du Wu - Xingshi - Koguryo - Gaoping - Expéditions de Jiang Wei (Didao) - Dongxing - Hefei (253) - Shouchun - Cao Mao - chute du Shu - Zhong Hui - Chute du Wu

## Mise en situation
À partir de 227, la Chine est divisée entre trois royaumes : Le Shu, le Wei et le Wu. Chacun de ces trois royaumes avait l'ambition de réunifier le pays à son avantage. Zhuge Liang, Premier ministre et régent du Royaume du Shu, avait comme plan de commencer par s'allier au Wu pour faire tomber le royaume de Wei, avant de se retourner contre son allié pour achever la réunification. Pour ce faire, il lança un total de cinq expéditions nordiques vers Chang'an, qui faisait alors partie du Wei. Les résultats de ces expéditions allant de mitigés à infructueux. C'est à partir de Hanzhong que Zhuge Liang établit les plans de sa première expédition.

## Première expédition

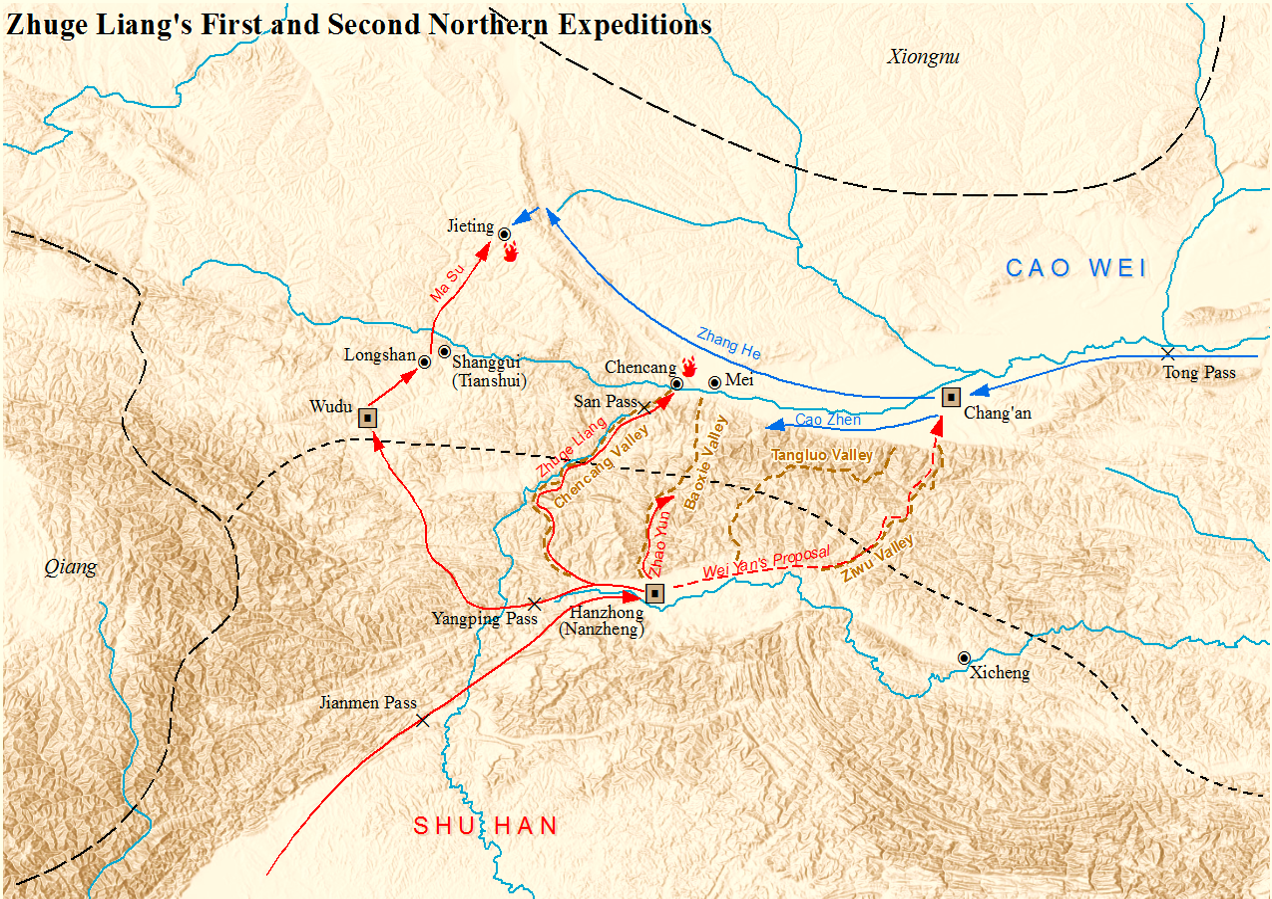
1re et 2e expéditions

Prémisse de la première expédition, la Bataille de Xincheng est plutôt une révolte fomentée par Meng Da. Ce général du Wei avait déjà fait partie de l'armée du Shu, lorsqu'en 227 Zhuge Liang lui fait parvenir une missive pour l'inciter à se rebeller contre son actuel employeur. Il accepte, mais s'organise trop lentement. Sun Quan et Zhuge Liang envoient des renforts à Xincheng alors même que Sima Yi envoie un message à Meng Da le rassurant. Celui-ci baisse alors sa garde.Sima Yi met dix jours pour rejoindre Xincheng et défait un Meng Da déconfit.
La révolte de Tianshui marque le vrais début de la première expédition. C'est une offensive lancée au printemps 228, ayant pour but la capture de Chang'an. L'état major du Shu tente de s'établir fermement dans la région en saisissant Tianshui et ses villes satellites. Les commanderies de Nan'an, Tianshui et Anding se révoltent et se rendent rapidement. Jiang Wei, un officier du Wei, va faire défection au profit du Shu pendant cette période d'instabilité dans la région.
Après cette victoire facile, Zhuge Liang envoie les généraux Ma Su et Wang Ping intercepter l'armée de Wei. Ma Su ne suit pas les recommandations de Wang Ping et commet une grave erreur en choisissant d'établir son campement sur des hauteurs plutôt que dans une vallée permettant un ravitaillement en eau. Les troupes de Zhang He encerclent les hauteurs et coupent ainsi leurs adversaires des sources, les attaquant par la suite quand ils sont affaiblis. Cette grave défaite de Shu conduit à la perte de Jieting et met fin à la première expédition nordique, ce qui permet à Zhang He et Sima Yi de reprendre Nan'an, Tianshui et Anding.
Ma Su est condamné à mort par Zhuge Liang mais meurt en prison avant son exécution. Dans l'Histoire des Trois Royaumes, Ma Su est décapité par un Zhuge Liang en larmes qui, malgré son estime pour son général, le condamne pour son erreur, cette scène étant l'une des plus célèbres du roman.

## Deuxième expédition
Après l'échec de la prise du mont Qi défendu par Wei, le premier ministre du Shu Zhuge Liang se rabat sur Chencang, alors défendue par Hao Zhao. À la suite de négociations initiales infructueuses, l'armée du Shu positionne ses troupes en vue d'une escalade des murs, comme plus tard le feront les Savoyards lors de la bataille de l'Escalade. Hao Zhao commande à ses archers de brûler les échafauds à l'aide de flèches enflammées.
Zhuge Liang envoie ses béliers mais Hao Zhao a une réponse toute prête : des roches enchaînées ensemble qu'on laisse tomber du haut des remparts détruisent les béliers. L'armée du Shu se regroupe et entreprend de remplir les fossés et les douves pour faire passer les engins de siège. Pendant ce temps Hao Zhao fait construire un second mur en parallèle de sorte que lorsque les tours de siège Shu purent déverser leurs flots de soldats, il y avait un second mur à traverser. Les tours de siège ne pouvant être d'aucun secours, elles sont retirées tandis que les soldats Shu pris en souricière entre les deux murs sont tués facilement et sans merci par Wei.
C'est sous terre que cette bataille se poursuit alors que Zhuge Liang ordonne à ses troupes de creuser sous les remparts de Chencang, non pas pour saper la muraille mais bien pour l'effet de surprise que ses troupes pourraient avoir en surgissant dans la ville d'un tunnel. Hao Zhao anticipe encore. Il fait construire lui aussi des tunnels de sorte que ceux du Shu s'effondent, leurs efforts anéantis.
Des renforts pour le Wei et des problèmes logistiques du côté du Shu accélèrent la retraite de ces derniers.

## Troisième expédition
Au printemps, Zhuge Liang entreprend de nouveau une campagne vers le nord, avec cette fois-ci pour objectif les préfectures de Wudu et de Yinping. Chen Shi mène l'expédition avec succès et défend Wudu contre Guo Huai à Jianwei.
Malgré la défaite, Guo Huai se replie dans une ville stratégiquement positionnée, ce qui met en échec Zhuge Liang qui planifiait, de son côté, de prendre Tianshui. Les deux parties en viennent à une défensive passive, jusqu'au moment où Zhuge Liang doit se replier, faute de ravitaillement.

## Quatrième expédition
Le commandant du Wei qui gardait le mont Qi, Cao Zhen, tomba malade peu après la défaite face à l'assaut des forces du Shu menées par Zhuge Liang. Avec Sima Yi à leur tête les troupes du Wei tentèrent de renforcer Shanggui tandis que Zhuge Liang y envoyait son corps d'armée principal. Plusieurs escarmouches s'ensuivirent, et Sima Yi se retrancha dans son camp de Shanggui et Zhuge Liang maintenait sa position au mont Qi. L'inaction de Sima Yi irrita certains de ses hauts gradés de sortes qu'il ordonna une sortie qui fut soldée par un échec retentissant.
Par la suite, les troupes de chaque côté se replièrent et le Shu dut se retirer faute de ravitaillement adéquat. Sima Yi il fit une erreur en envoyant Zhang He achever la déroute puisque Zhuge Liang tendit une embuscade dans laquelle Zhang He mourut.

## Cinquième expédition
La bataille des plaines de Wuzhang s'est déroulée en 234 dans les plaines de Wuzhang. Bien que Zhuge Liang rivalisa d'astuce pour faire sortir de ses retranchements un ennemi prudent, il ne tarda pas à mourir, rongé par la fatigue et la maladie. L'armée du Shu, au décès de son commandant, se replia selon les dernières volontés de ce dernier. Bien que tenté par la perspective d'attaquer, le rusé Sima Yi se refusa à poursuivre les troupes adverses, craignant un traquenard.

## Bilan des expéditions
Il est indéniable que la bataille des plaines de Wu Zhang, en plus d'être la dernière expédition nordique de Zhuge Liang, marque un tournant dans la période des Trois Royaumes.
Le Shu y perd son meilleur stratège et politicien (Zhuge Liang) et son meilleur général d'avant-garde (Wei Yan), celui-ci ayant trahi par ambition personnelle sa patrie, avant de finir exécuté.
Quant au Wei, la mort de Zhuge Liang permet à Sima Yi de demeurer à la capitale ce qui va lui permettre, dès lors, de s'évertuer à évincer le pouvoir du souverain à son propre profit.
Ce conflit met aussi en relief le génie tactique de Zhuge Liang, mais aussi sa trop grande piété envers ses devoirs et sa fonction. Sima Yi, bien qu'inférieur à son adversaire, apparait dans tout son pragmatisme et sa prudence. C'est à force de tempérance et d'une bonne dose de sang-froid qu'il vient à bout d'un des plus grands stratèges que la Terre ait porté.